# Eva Freese
Pour les articles homonymes, voir Freese.
Éva Freese née le 21 avril 1963 à Hambourg, est une actrice allemande tout comme sa sœur Anja.

## Filmographie
- 1987: Großstadtrevier: Feine Gesellschaft/Große Haie, kleine Fische
- 1992: Die große Freiheit (série télévisée)
- 1994: Briefgeheimnis
- 1995: Unter Uns (Daily-Soap, Folge 101–200)
- 1997: Betrogen – Eine Ehe am Ende
- 1998: Klinik unter Palmen (de) (série télévisée)
- 2000: Großstadtträume (de)
- 2002: GUF Ha-Neschamot – Die Halle der Seelen
- 2003: September